# 小田原第一信用組合
小田原第一信用組合（おだわらだいいちしんようくみあい）は神奈川県小田原市に本店を置く信用組合。
略称はだいしん。

## 沿革
- 1952年11月 - 第一信用組合として設立。
- 1963年5月 - 鴨宮支店を開設。
- 1971年6月 - 南足柄支店を開設。
- 1981年11月 - 中町支店を開設。
- 1984年4月 - 現在の小田原第一信用組合に改称。
- 2019年2月 - 中町支店を閉店、本店と統合